# ليلى مروان
ليلى مروان (بالفرنسية: Leïla Marouane)‏ (ولدت عام 1960، في جربة، تونس) هي صحفية جزائرية فرنسية وكاتبة مبدعة. ليلى مروان هو اسم مستعار، اسمها الكامل هو ليلى زينب مروان. وهي مؤلفة للعديد من الروايات والقصص القصيرة باللغة الفرنسية والتي تلقت عددا من الجوائز داخل المجتمع الأدبى.

## سيرتها الذاتية
ولدت ليلى في عام 1960 في جربة، تونس، لعائلة تعيش هناك في المنفى. انتقلت العائلة إلى بسكرة، وكانوا يعيشون هناك حتى أتمت السادسة، عندها انتقلوا إلى الجزائرحيث عاشت هناك حتى منفاها من الجزائر إلى باريس في عام 1991.
أصبحت صحفية بعد طرد الكلية لها في الجزائر، وعملت في صحف آفاق والوطن. كتبت في وقت لاحق ل بوليتيس وجون أفريك، فضلا عن الصحف الصادرة باللغة الألمانية. في عام 1995، التحقت بجامعة باريس لإنهاء دراستها. هناك أكملت درجة الكتابة الإبداعية، تحت اشراف الروائي بول فورنيل. كتبت رواية ابنة القصبة، والتي نشرتها طبعات جوليار في عام 1996. ومنذ ذلك الحين، كانت قد نشرت عددا من الروايات. وكانت أول رواية لها ترجمتها ونشرها باللغة الإنجليزية عام 1998 باسم «المختطف».
وهي أيضا مؤسس لا بوتيك (1996)، وهي منظمة تشجع على الكتابة الإبداعية للكتابة باللغة الفرنسية.

## أعمالها الأدبية
- 1996 : ابنة القصبة، دار النشر جوليار [الفرنسية]
- 1998 : المختطف، دار النشر جوليار[2]
- 2001: عقوبة المنافقين، دار النشر لو سوي [الفرنسية].
- 2003 : جزائر الضفتين،(جماعي)، فيارد [الفرنسية]. مجموعة «الف ليلة وليلة»
- 2004: الكركيليون، متبوعة بابتسامة الموناليزا (رواية)، فيارد
- 2005 :  التوجيه والإرشاد، دار النشر لو سوي
- 2007 :  الحياة الجنسية لإسلامي في باريس (الرواية) التي نشرت من قبل ألبين ميشيل)[1]
- 2009 : الورق والحبر والجمر (قصة اجتماعية) لو روشي
- 2009 : قصص من الجزائر (مجموعة قصصية قصيرة)، نشرت من قبل ماجلان.

- 2012: الجزائر 50 (جماعي)، إصدارات ماجلان، 2012

- 2014: «الوصي القانوني»، غين ميوز، مراجعة أدبية، 2014

- 2016: سنوات الطفرة (جماعي)، إصدارات شهاب

## الجوائز
- منحة الإبداع، المركز الوطني للكتاب (2007)
- جائزة جان كلودعزو 2006
- جائزة اللسان الفرنسية، 2006
- منحة الإبداع، المركز الوطني للكتاب (2002)
- جائزة الرواية الفرنسية في نيويورك، 2002
- جائزة جيروند، 2001
- جائزة جينز دي للرسائل الإخبارية، 2001
- جائزة الرومانية الفرنسية، نيويورك، 2002
- جائزة خالق السلام (اليونسكو)، 2000
- جائزة دونا، 2004